# Abilly
Abilly település Franciaországban, Indre-et-Loire megyében. Lakosainak száma 1125 fő (2022. január 1.). Abilly Barrou, Le Grand-Pressigny, La Guerche, Descartes, Neuilly-le-Brignon, Buxeuil, Leugny és Saint-Rémy-sur-Creuse községekkel határos.

## Népesség
A település népességének változása:
| Lakosok száma | 1224 | 1166 | 1145 | 1090 | 1127 | 1148 | 1151 | 1149 | 1140 | 1125 |
|               | 1968 | 1982 | 1990 | 2006 | 2013 | 2015 | 2017 | 2019 | 2020 | 2022 |